# John Hugo Ross

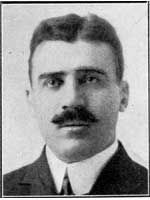
John Hugo Ross.

John Hugo Ross (24 de noviembre de 1875 - 15 de abril de 1912) fue un empresario y heredero canadiense, fallecido en el hundimiento del RMS Titanic. Se cree que, junto con sus amigos y compañeros de viaje Thomson Beattie y Thomas McCaffry, fuera uno de la docena de pasajeros probablemente homosexuales a bordo del trasatlántico. Una condición entonces muy mal vista, solían permanecer en el armario disfrazando sus relaciones sentimentales de amistades íntimas.

## Vida
John Hugo Ross nació el 24 de noviembre de 1875 en Glengarry, Ontario, aunque la familia se mudó a Winnipeg, Manitoba cuando tenía dos años. Era el hijo único de Arthur Wellington Ross, miembro del Parlamento canadiense por Manitoba en 1878. Inversor de bienes raíces, estuvo involucrado en la construcción del Canadian Pacific Railway. Renunció a su escaño en 1882 para postularse a un cargo federal y fue elegido diputado.
De niño, Ross fue descrito por el Winnipeg Free Press como "un niño de rostro sonrosado en calzones, que montaba su trineo tirado por perros o que patinaba. Los domingos y ocasiones especiales era el pequeño caballero en falda escocesa". Todavía adolescente, su padre le consiguió un puesto con el vicegobernador de Manitoba, donde estuvo un año antes de trasladarse a Toronto, donde se inició en el negocio de la minería. La empresa fracasó y discutió con su padre. En 1902, se fue a buscar oro a Klondike, pero la fiebre allí ya había pasado.
Al fallecer su padre heredó la fortuna familiar y regresó a Winnipeg para cuidar de su madre viuda. Apuesto y extravagante, tenía un ingenio sarcástico. Él y su buen amigo el inversor inmobiliario Tomson Beattie tenían oficinas en el mismo edificio. La secretaria de Ross, Maud McCarthur, era la supuesta prometida de Beattie. En realidad, probablemente era pareja de su inseparable amigo Thomas McCaffry. Los tres solterones, Ross, Beattie y McCaffry se autodenominaban "Los Tres Mosqueteros".

## En el Titanic

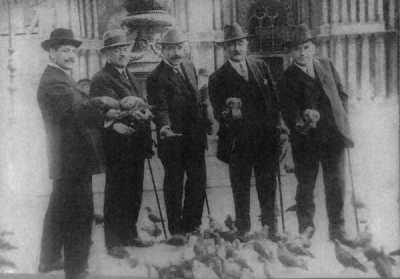
De izquierda a derecha: John Hugo Ross, un desconocido, McCaffry, Mark Fortune y Thomson Beattie dando de comer a las palomas en la plaza de San Marcos, Venecia, marzo de 1912.

El 20 de enero de 1912, partió a bordo del Franconia con sus íntimos amigos para unas largas vacaciones de invierno por Egipto y Europa. Dos meses más tarde, Ross enfermó de disentería y decidieron regresar a casa. "Estamos de vuelta de las viejas tierras y listos para Winnipeg y los negocios" escribió Ross en una postal enviada a sus amigos allí. Cancelaron sus pasajes en el Mauretania para abordar en Cherburgo el lujoso Titanic en su viaje inaugural, como pasajeros de primera clase.
Cuando embarcó el 10 de abril, estaba tan enfermo que fue llevado en camilla a su camarote, el A-10 y apenas salió de él. Probablemente, la última persona que vio vivo a Ross la noche del hundimiento fue el mayor Arthur Peuchen. Subiendo la Gran Escalera, se encontró a Ross en pijama. Al informarle sobre el choque con un iceberg y que debía vestirse, Ross no se tomó el problema en serio. "¿Eso es todo? Se necesitará más que un iceberg para sacarme de este barco" le respondió a Peuchen. Se supone que murió ahogado en su cama. Su cuerpo no fue recuperado pero una placa en su memoria fue colocada en el ayuntamiento de Winnipeg.